# Nur Bekri
Nur Bekri, född 9 augusti 1961 i Börtala, Xinjiang, är en uigurisk kommunistisk politiker. Han var ordförande i den autonoma regionen Xinjiang i Folkrepubliken Kina från 2007 till 2015.
Han är född i Xinjiang och gick med i Kinas kommunistiska parti i december 1982. Med undantag för en kort period som vice borgmästare i Feicheng, Shandong, har han vistats i Xinjiang under hela sin karriär och har bland annat varit borgmästare i Ürümqi.